# Programme de stages de la Commission européenne
Le programme officiel de stages de la Commission européenne est un programme permettant de réaliser un stage au sein des services de la Commission européenne,,,.
Visant des jeunes diplômés de l'enseignement supérieur, il existe depuis 1960 et est le plus important programme de stages au monde. Les stages, qui démarrent en octobre ou en mars et qui durent cinq mois, se déroulent dans une Direction générale ou l'un des services de la Commission, au sein du cabinet d'un Commissaire européen ou l'un des organes exécutifs et agences de l'Union européenne. Le programme est géré par le Bureau des stages à l'intérieur de la DG EAC, avec un budget annuel de 7 millions d'euros. Le Bureau est chargé de l'organisation d'une procédure de sélection pour recruter environ 600 stagiaires (souvent appelés stagiaires « Blue-book ») pour chaque période.

## Procédure de sélection
Pour les stages administratifs (c'est-à-dire tous les stages excepté les stages de traduction auprès de la Direction générale de la traduction), la procédure est la suivante :
- Dépôt des candidatures (jusqu'à la fin du mois de janvier/août, selon la période) ;
- Admissibilité (décision rendue avant fin-avril/octobre) ;
- Présélection (décision rendue en juin/novembre) ;
- Sélection (juillet/janvier) ;
- Stage (commence en octobre/mars).

Les candidats qui sont retenus lors de la phase de sélection sont listés dans une base de données appelée « Livre bleu virtuel », à partir de laquelle les agents de la Commission européenne autorisés à recruter un stagiaire choisissent leurs candidats. Ces derniers sont ensuite contactés et informés du contenu du stage qui leur est proposé. Environ 2 500 candidats sont retenus dans le Livre bleu à chaque période de stage, et environ 600 sont finalement recrutés comme stagiaires.
La Direction générale de la traduction, quant à elle, applique ses propres critères de sélection pour les stages de traduction. Il n'y a pas de phase de présélection, mais le reste de la procédure demeure similaire à celle des stages administratifs.

## Conditions de travail
Chaque stagiaire est placé sous la responsabilité d'un conseiller qui joue auprès de lui le rôle de parrain. Les stagiaires travaillent à temps complet selon les mêmes règles que les fonctionnaires européens (bien qu'ils soient considérés comme personnels externes) et reçoivent une indemnité de stage équivalente à 25 % de la rémunération de base d'un fonctionnaire de grade AD 5/1, soit actuellement 1.282,75 euros par mois (mis à jour en septembre 2022). Leurs frais de voyage (aller-retour) de leur ville de résidence à leur ville d'affectation sont remboursés durant le dernier mois de stage. La recherche d'un logement près du lieu d'affectation relève de la responsabilité du stagiaire. La plupart des stagiaires sont basés à Bruxelles, un groupe relativement grand se trouve à Luxembourg et quelques-uns travaillent à Londres (BERD, DG ECFIN), en Irlande (DG SANCO) et dans les représentations de la Commission auprès des États membres ou les délégations de l'Union européenne auprès des pays tiers et des organisations internationales.

## Statistiques
Commençant avec trois stagiaires en 1960, le programme a progressivement pris de l'ampleur et atteint 500 stagiaires en 1983, et environ 1 200 en 2010 pour les deux périodes confondues. Durant les 50 premières années de son histoire (1960-2010), plus de 40 000 stagiaires ont participé au programme. Le plus grand nombre d'entre eux est venu d'Italie (près de 4 500), tandis que Malte a fourni le plus petit nombre (environ 50). Près de 3 500 stagiaires sont venus de pays extérieurs à l'Union européenne. Les femmes ont représenté environ 70 % du total des stagiaires.
En 2009, le stagiaire « moyen » avait 26 ans, parlait quatre langues et était titulaire de deux diplômes. La session d'octobre 2011 a reçu un total de 10 424 candidatures, parmi lesquelles 9 349 provenaient de ressortissants des États membres de l'Union européenne. 652 stagiaires ont été recrutés, la majorité venant d'Italie (73), et 44 venant de pays tiers.

## Liste de stagiaires renommés
De nombreux anciens stagiaires du programme ont poursuivi des carrières remarquables, notamment :
- Dacian Cioloș, commissaire européen à l'Agriculture et au Développement rural[10],[7] ;
- Le prince Felipe d'Espagne[7] ;
- Michael Froman, conseiller adjoint du président des États-Unis à la sécurité nationale[7] ;
- Le prince Hassan ben Talal de Jordanie[10] ;
- Silvana Koch-Mehrin, députée européenne allemande et ancienne vice-présidente du Parlement européen[7] ;
- Le prince Laurent de Belgique[19] ;
- Lousewies van der Laan (en), ancienne députée européenne néerlandaise[20] ;
- Manuel Marín, ancien commissaire européen[7] ;
- Le roi du Maroc Mohammed VI[7] ;
- Mario Monti, ancien commissaire européen et président du Conseil italien[10],[7] ;
- Christine Ockrent, journaliste et présentatrice TV belge exerçant en France[7] ;
- Odile Quintin, ancienne directrice générale de l'éducation et de la culture à la Commission européenne[7] ;
- Viviane Reding, commissaire européenne à la Justice, aux Droits fondamentaux et à la Citoyenneté[10],[7] ;
- Daniel Varela Suanzes-Carpegna (en), ancien député européen espagnol.